# 海外安全情報
海外安全情報（かいがいあんぜんじょうほう）とは、かつて日本放送協会（NHK）が日本国内および国外に向けて放送を行う情報番組である。

## 概要
この番組は、日本の外務省が発表する危険情報などの安全にかかわる情報に加えて、NHKが世界のネットワークなどを通じて集めた日本人の生命にかかわるニュースや日本国内とは異なる現地での法律・マナーについて伝える。また、日本国内のゴールデンウィーク・お盆・年末年始期間中（その前後の期間も含む）には海外へ旅行する際の注意についても伝える。日本国内向けにはこれから外国へ行く場合の参考資料として、日本国外向けには万が一に国外退避する場合の情報源として広く利用される。
かつて放送されたテレビ版は、スタジオの背景CG映像がクロマキー合成となっており、2009年1月まではスライドして動いたが、同年2月以降は背景CG映像の中身こそ変わらないものの、固定表示となった。その後、クロマキー合成のCG映像がなくなり、完成したばかりの国際放送専用スタジオ（通常、英語による情報系番組で使用。ハイビジョン対応）に移動して行った。

## 放送時間
いずれも2014年10月現在。

### 日本国内向け（2003年3月31日 - 2009年3月27日）
日本国内向けの海外安全情報の放送はBS1で2003年3月31日から開始した。
BS1において、JST（UTC+9）で平日の以下の時間に放送された。
- 15:55 - 16:00
- 18:35 - 18:40（11月から翌年3月までの年度後半期のみ）

当該時間帯にスポーツ中継がある場合など編成の状況により休止となることがあった。祝日は全面休止する。
映像画角はアナログ・デジタルとも4:3の標準サイズである。
なお、NHKワールドTVの刷新、インターネットの普及などにより、BS1における放送は、2009年3月27日の放送を以って終了となった（次項にあるとおりテレビ版の海外安全情報の番組自体が終了となるため）。後番組はアジアクロスロードの1コーナーである「アジわいキッチン」の5分版を放送する。

### 日本国外向け
テレビ放送は、NHKワールドTVが2009年2月2日から、世界への日本情報発信を目的として、全放送番組の言語が英語に刷新されたことから前日で放送終了、以後は並行放送したNHKワールド・プレミアムで毎日4回の放送となったが、テレビ版は2009年3月29日をもって一旦終了となった。なお、その日の編成により放送回数は異なった。放送時間は5分間である。
このうち、日曜日8:55 - 9:00枠については、前述の事情により2008年10月1日からノンスクランブル放送となっており、海外の一般視聴者に限らず、日本国内でもNHKワールドTVを直接受信できる世帯では視聴可能であった。
その後、在外邦人からの要望により、2009年10月1日からNHKワールド・プレミアムでテレビ版の放送を再開したが、以前行われていたアナウンサーの顔出しによる放送ではなく、関連項目の静止画像にラジオ放送の音源を組み合わせた形式での放送となる（後述のインターネット動画配信と同じ）。基本的に平日は1日3回、土日は1日2回の放送となっており、火曜 - 金曜の16時台以外はいずれの時間帯もノンスクランブル放送となる。放送時間は4分間である。2010年7月に国内向け番組の全てが16:9レターボックス化され、2012年にインターネット動画配信（後述）の映像サイズが16:9サイズに変更されてからも映像サイズは現在も4:3のまま続く。
ラジオはNHKワールド・ラジオ日本で短波・衛星デジタルラジオとも1日あたり22回程度（番組の編成状況により若干の変動がある）放送されるが、短波では電波発射方面などにより放送時間は異なる。ラジオ第1放送との同時放送時間帯では、主に日本国内各地域別ニュースの放送時間帯でこの番組に差し替えられる。
ラジオ版の本編放送時間はかつてのテレビ版より1分短い4分間で、残りの1分間は補足的な関連情報（外務省海外安全相談センターの電話案内など）や次の日本語放送の周波数告知、ラジオ第1同時放送の途中飛び乗り案内の時間に充てられる。
ラジオ版について、2022年10月からは要員稼働効率化の観点から、衛星ラジオのみで放送される時間帯（日本時間9時台・10時台・14時台・15時台）と長時間にわたって同一地域への送信が続く時間帯（日本時間20時台）の『海外安全情報』と『おしらせ』枠を廃止し、ラジオ第1で放送されている番組を同時放送する予定。
2023年3月27日放送分を以って終了。

### インターネット配信
NHKワールドのホームページでラジオ版の内容を聴取できる。静止画付き（2009年3月まで放送されていたテレビ版のフォーマット）の動画もあるが、音声はラジオ版と同じである。日本国内ではこのサービスを利用することが基本となる。2010年10月からは動画・音声配信に加え、テキスト形式で放送された内容の原稿字幕も表示されるようになった。映像サイズは長らく4:3だったが、2012年に入ってから16:9サイズに変更された。
また、ライブストリーミング放送でも毎日次の時間に地域別の安全情報が提供される。
- 11:55 - 12:00：南・北アメリカ（アメリカ大陸）編
- 3:55 - 4:00：中東編
- 5:55 - 6:00：ヨーロッパ編
- 8:55 - 9:00：アジア・オセアニア編

## 休止
2011年3月11日の東日本大震災の発生による特別編成以降、しばらくの間、テレビ・ラジオ・ネット配信のいずれもすべて休止した。そのため、ラジオの放送では当面の間、当該時間帯は関東甲信越ローカルのニュース（震災関係中心）などそのままラジオ第1放送の同時放送を行なったほか、一部時間帯はFM放送の名曲スケッチ・名曲の小箱に差し替えて放送した。
2011年4月4日から順次放送を再開した（ラジオ放送では4月4日18:25放送分から、テレビとネット配信は4月5日から順次再開。以降1週間かけて震災発生前の放送時間体制に戻る）。

## 担当アナウンサー
2006年度までは、国際放送の英語ニュースや番組案内などを担当する国際放送局の女性アナウンサー（藤本ケイなど）、東京アナウンス室所属の男性アナウンサー（石戸谷健一、和田源二など）が担当した。2007年度と2008年度は、テレビ版については総合テレビ17時前後のニュースと『NHKニュース7』のニュースリーダーを務める女性アナウンサーが、担当した。2008年度のテレビ版担当は滝島雅子、内藤裕子である（原則隔週交替）。
現在放送中のラジオ版については現役アナウンサーでの担当は滅多になく、ほとんどは嘱託職やシニアスタッフなどの契約出演者が担当する。
担当者は平日昼間の国際放送独自制作の日本語ニュースとラジオ第2放送の気象通報（祝日を除く平日16:00放送分のみ）も兼任する。なお、初回放送の収録は原則として祝日を含む平日に行なうが、状況によっては土日でも初回放送の収録を行う場合がある。